# 宇薄岳央
宇薄 岳央（うすずき たけひさ、1985年9月28日 - ）は、日本の元ラグビー選手。現在ジャパンラグビーリーグワン東芝ブレイブルーパス東京のパフォーマンスコーチを務めている。

## プロフィール
- 大阪府出身。
- ポジションはフルバック(FB)。
- 身長 180 cm、体重 88 kg
- 日本代表通算キャップ数は25。
- 7人制日本代表に選ばれたことがある。
- ニックネームはタケ、うすちゃん。

## 来歴
小学校の時に茨木ラグビースクールへと入り、ラグビーを始めた。東海大仰星高校、同志社大学卒業、東芝ブレイブルーパス所属。
人柄は謙虚で一部のファンには非常に高い人気を誇る。
2011年5月13日に行われたアジア5カ国対抗2011UAE戦で日本代表初キャップを獲得した。
ラグビーワールドカップ2011 ニュージーランド大会では日本代表に選ばれ、優勝国であるニュージーランド戦にはスターティングメンバーとして名を連ねている。
2021年、現役を引退して、同年8月、東芝ブレイブルーパス東京のパフォーマンスコーチに就任。